# Ulrich Pfefferhard
Ulrich Pfefferhard (* vor 1279; † 25. November 1351) war von 1345 bis 1351 Bischof des Bistums Konstanz. 

## Leben
Ulrich entstammt einer begüterten Konstanzer Patrizierfamilie. Sein Bruder Johannes I. Pfefferhard war Bischof von Chur. Er studierte von 1314 bis 1316 in Bologna, war dort auch Prokurator der deutschen Nation. Ulrich war Inhaber zahlreicher Pfründen: ab 1319 Pfarrherr in Ermatingen, Chorherr zu St. Johann in Konstanz und Schönenwerd, 1332 Domherr zu Konstanz, ab 1337 Domdekan. Im Jahre 1344 wurde er als erster Bürgerlicher zum Bischof von Konstanz gewählt. Die Streitigkeiten zwischen Papst und Kaiser hatten das Hochstift finanziell zerrüttet. Nach dem Tode Ludwigs des Bayern kehrte wieder Einigkeit ein und Bischof Ulrich hob am 4. April 1349 das gegen die Stadt verhängte Interdikt auf.